# ناميانغجو
ناميانغجو هي مدينة في كوريا الجنوبية، تتبع مقاطعة غيونغي، بلغ عدد سكانها 629,061 نسمة في 2015، تبلغ مساحتها 458.03 كيلومتر مربع.

## مدن توأم
المدن التوأم:
- San Cristóbal Ecatepec  [لغات أخرى]‏.

## أعلام
- إي كوانغ سو